# Mr. Big (James Bond)
Mr. Big is een personage uit Ian Flemings James Bondroman Live and Let Die (1954) en de gelijknamige verfilming uit 1973, waarin hij werd vertolkt door de Amerikaanse acteur Yaphet Kotto.

## Roman
Mr. Bigs naam was een acroniem voor zijn echte naam Buonapart Ignace Gallia. Big werd geboren in Haïti, maar was half Frans. Na de Tweede Wereldoorlog werd hij in Moskou opgeleid tot Sovjetagent. Big is het hoofd van de Black Widow Voodoo Cult. Hij gelooft daarom ook in de voodoogeest Baron Samedi, maar tegelijkertijd werkt hij ook voor de Sovje organisatie SMERSH. Mr. Big wordt omschreven als een man met een grijzige huid (die hij dankt aan een hartkwaal) en een groot rond hoofd. Zijn ogen staan opvallend ver uit elkaar, en Mr. Big mist zijn wenkbrauwen en wimpers, en is verder kaal op wat grijsbruin dons rondom de oren na.
James Bond krijgt van zijn baas M de opdracht om naar Harlem te vertrekken omdat Big vermoedelijk bezig is aan een goudsmokkel van 17e-eeuws goud van de Welshe piraat Sir Henry Morgan. Bond gaat samen met de CIA-agent Felix Leiter Harlem in maar wordt door Big gevangengenomen. Vervolgens ontmoet hij hier ook Bigs vriendin Solitaire (Simone Latrelle).
Bond en Leiter worden met een trein meegenomen naar St. Petersburg in Florida, waar Big een groot magazijn heeft waar zijn handlanger, The Robber, het goud bewaart in aquaria. Tijdens de treinreis verraadt Solitaire haar baas echter. Wanneer Leiter het magazijn opnieuw alleen bezoekt wordt hij door The Robber aan een haai gevoerd naar de orders van Big.
Bond maakt zijn missie af in Jamaica waar het goud oorspronkelijk vandaan komt. Met behulp van Bonds vriend Quarrel weet Bond op Bigs eiland te komen waar hij een mijn op Bigs boot plaatst die ontploft wanneer hij Bond en Solitaire wil verdrinken bij het koraalrif. Terwijl Bond en Solitaire in veiligheid zijn wordt Big langzaam door de haaien opgegeten. Bond en Solitaire beginnen hierna een relatie met elkaar.

## Handlangers in de roman
- The Whisper
- Tee Hee Johnson
- McThing
- Sam Maimi
- The Flannel
- Blabbermouth Foley
- The Robber

## Film
In de film was de echte naam van het personage Dr. Kananga, hij had hier namelijk een dubbele identiteit. Hij deed zich voor als Mr. Big, een Amerikaanse gangster en het hoofd van de filet of soul-restaurants. In werkelijkheid is hij dr. Kananga, de dictator van San Monique (een fictief eiland). Kananga wordt beschermd door de voodoo-krachten van zijn handlanger Baron Samedi. Ook werkt er voor hem een vrouw, Solitaire, die de toekomst kan voorspellen met behulp van tarot-kaarten, maar zij verraadt haar baas echter wanneer ze met Bond naar bed gaat.
Wanneer Bond opnieuw door Mr. Big gevangen wordt genomen in New Orleans ontdekt Bond dat Mr. Big een masker van grime draagt en dus in werkelijkheid Kananga is. Kananga werkt in de film voor zichzelf en smokkelt heroïne vanuit Jamaica. Door de heroïne gratis weg te geven hoopt hij er een monopolie op te krijgen, om de prijs daarna enorm te verhogen. Ten slotte doet Kananga een poging Bond en Solitaire te verdrinken op een ondergrondse locatie waar hij de heroïne bewaart. Bond weet met het mes in zijn horloge los te komen maar vervolgens staan Bond en Kananga oog in oog maar vallen beide in het water waar ook een haai zwemt. Bond stopt een luchtdruk-capsule uit zijn haaiengeweer in Kananga's mond en drukt hem onder water. Vervolgens stijgt Kananga op als een opgeblazen ballon en ontploft.
Solitaire: Where's Kananga? 

James Bond: He always did have an inflated opinion of himself.

## Handlangers in de film
- Tee Hee
- Baron Samedi
- Whisper
- Rosie Carver
- Adam

## Trivia
- De scène waarin Felix Leiter aan een haai wordt gevoerd is niet gebruikt voor de gelijknamige film maar voor de latere Bondfilm Licence to Kill waarin Franz Sanchez de schurk was.
- Alle handlangers van Mr. Big hebben een zwarte huidskleur (op Solitaire na), ook is hij Bonds eerste zwarte hoofdvijand.
- In de roman dachten de mensen dat Big een zombie was van de voodoo-meester Baron Samedi (die zelf niet voorkwam in het boek).